# 1010
Leto 1010 (MX)  je navadno leto, ki se je po julijanskem koledarju začelo v nedeljo.

## Dogodki
- Nemško-poljska vojna (1002-18): po treh letih zastoja in uspehov poljskih sil, nemški kralj Henrik II. končno začne z ofenzivo proti Poljakom, ki jih vodi poljski vojvoda Boleslav Hrabri. Razen manjših spopadov ni napredka in druga faza vojne se ponovno zaključi z začasnim mirom leta 1012.
- Hišam II. s pomočjo najemnikov ponovno prevzame oblast v Kordobskem kalifatu.
- Skupaj z muslimanskimi uporniki barcelonski grof Ramon Borrell opleni prestolnico kalifata Kordobo.
- Umrlega grofa Urgella Ermengola I. nasledi sin Ermengol II.
- Benediktanskemu redovniku Eilmer iz Malmesburyja uspe z jadralnimi krili v vetrovnih razmerah za petnajst sekund ostati v zraku preden se zruši na tla. Ob pristanku si polomi obe nogi in šepa do konca življenja.
- Perzijski pesnik Firdusi konča ep Šahname (Knjiga kraljev).
- Druga korejsko-kitanska vojna: kitansko cesarstvo dinastije Liao začne pod neposrednim vodstvom cesarja Shengzonga z obsežno invazijo na korejsko kraljestvo Goryeo. Korejci Kitane dvakrat odbijejo, tretjič Kitanom uspe prodor globoko na jug polotoka, a ga zaradi izčrpanosti niso bili zmožni okupirati.
- Japonska plemkinja Murasaki Šikibu napiše roman Princ in dvorne gospe (Povest o Gendžiju).
- Severna Amerika: manjša flota pod vodstvom vikinga Thorfinna Karlsefnija pripluje do obale Severne Amerike, kjer ustanovi kolonijo, verjetno v Zalivu Svetega Lovrenca.

## Rojstva
- 30. maj - cesar Renzong, dinastija Song († 1063)

Neznan datum
- Adalbero iz Würzburga, avstrijski nadškof in svetnik († 1090)
- Anno II., kölnski nadškof († 1075)
- Drogo Hautevillski, normanski grof Apulije in Kalabrije  († 1051)
- Gebhard von Helfenstein, nadškof Salzburga († 1088)
- Mihael IV. Paflagonec, bizantinski cesar († 1041)
- Oton I., savojski grof († 1060)
- Tunka Manin, vladar Ganskega cesarstva, († 1078)
- Umfredo Hautevillski, normanski grof Apulije in Kalabrije († 1057)
- Viljem Železna roka, normanski grof Apulije in Kalabrije († 1046)

## Smrti
- Aimoin, francoski kronik (* 960)
- Arzenij iz Aleksandrije, grški patriarh Aleksandrije
- Edith iz Wessexa, angleška kraljica, soproga Edvarda Spoznavalca (* 1025)
- Elfrik Slovničar (Alfricus Grammaticus), angleški opat in teolog (* 955)
- Ermengol I., grof Urgella
- Muhammad II. al-Mahdi, kalif Kordobe